# Kerċem
Kerċem – jedna z jednostek administracyjnych na Malcie.